# ماركوس بونتيس

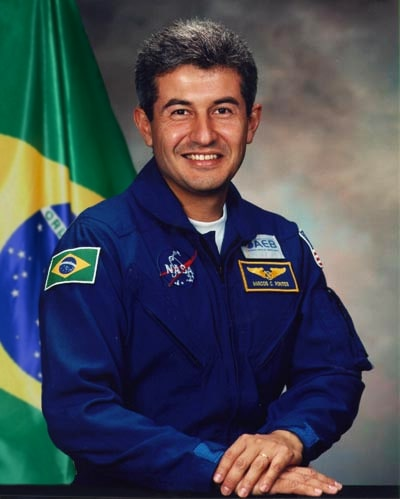
رائد الفضاء ماركوس بونتيس

ماركوس سيزار بونتيس (بالبرتغالية: Marcos Cesar Pontes) (ولد في 11 مارس 1963 في باورو، ساو باولو) هو أول رائد فضاء برازيلي، وكان ماركوس ضابطا في سلاح الجو البرازيلي غادر في 30 مارس محطة بايكونور كازاخستان على متن مركية سويوز روسية.